# Imieni Krupskoj (obwód kurski)
Imieni Krupskoj (ros. Имени Крупской) – osiedle typu wiejskiego w zachodniej Rosji, w sielsowiecie kalinowskim rejonu chomutowskiego w obwodzie kurskim.

## Geografia
Miejscowość położona jest 5,5 km od centrum administracyjnego sielsowietu kalinowskiego (Kalinowka), 10 km od centrum administracyjnego rejonu (Chomutowka), 122 km od Kurska.

## Historia
Nazwa miejscowości została nadana na cześć Nadieżdy Krupskiej (działaczki komunistycznej). Do czasu reformy administracyjnej w roku 2010 osiedle Imieni Krupskoj znajdowało się w sielsowiecie klewieńskim. W tymże roku doszło do włączenia sielsowietów klewieńskiego i amońskiego do sielsowietu kalinowskiego.

## Demografia
W 2010 r. miejscowość nie posiadała mieszkańców.